# Ryan Agoncillo
Kristoffer Lou Gonzales Agoncillo (10 de abril de 1977 en Los Ángeles, California, Estados Unidos), conocido artísticamente como Ryan Agoncillo. Es un actor de películas y televisión, modelo, cantante y presentador de televisión filipino sobrino de la cantante y actriz Carina Afable.

## Biografía
Agoncillo nació el 10 de abril de 1979 en Los Ángeles, California. Creció a lado de una familia de clase media alta, asistió a escuelas privadas en la primaria y después a la universidad. Se graduó en la Universidad De La Salle-Manila bajo el título de Bachelor of Arts, en las principales de la carrera de Comunicación Organizacional.

## TV shows
| TV Shows                          | Personaje / Episodios             | Canales     |
| P.O.5                             | Co-Host                           | TV5         |
| May Bukas Pa                      | Paulo                             | ABS-CBN     |
| Eat Bulaga                        | Co-Host                           | GMA Network |
| Kuwentong Talentado               | Host                              | TV5         |
| George and Cecil                  | Cecil                             | ABS-CBN     |
| Pinoy Fear Factor                 | Himself / Host                    | ABS-CBN     |
| Parekoy                           | Andong                            | ABS-CBN     |
| Pieta (TV series)                 | Rigor                             | ABS-CBN     |
| Talentadong Pinoy                 | Himself / Host                    | TV5         |
| Ysabella                          | Albert Amarillo / Andrew Amarillo | ABS-CBN     |
| Philippine Idol                   | Himself / Host                    | ABC-5       |
| Bituing Walang Ningning           | Nico Escobar                      | ABS-CBN     |
| Maalaala Mo Kaya                  | Ralph                             | ABS-CBN     |
| Krystala                          | Miguel                            | ABS-CBN     |
| Komiks                            | Episode: "Inday Bote"             | ABS-CBN     |
| (2000-2002) Breakfast             | Himself / Host                    | Studio 23   |
| (2001-2006) Talk TV               | Himself / Host                    | ABS-CBN     |
| (2003-2006) Y-Speak               | Himself / Host                    | ABS-CBN     |
| (2001-2003) Star In A Million     | Himself / Host                    | ABS-CBN     |
| (2001-2006) Magandang Umaga Bayan | Himself / Host                    | ABS-CBN     |
| (2001-2002) Unang Hirit           | Himself / Host                    | GMA Network |
| (2001-2003) Review Night          | Himself / Host                    | Cinema One  |
| (2001-2003) Kiss the Cook         | Himself / Host                    | Studio 23   |
| (1998-2000) Mornings @ GMA        | Himself / Host                    | GMA Network |
| (1998-2000) Campus Video          | Himself                           | GMA Network |

## Películas
| Películas                   | Año  | Personaje/Nombre de caracteres |
| Ikaw Ang Pag-ibig           | 2010 |                                |
| Iskul Bukol: 20 years After | 2008 | Cambodian tour guide/Himself   |
| Umaaraw, Umuulan            | 2005 | Paolo                          |
| My Kuya's Wedding           | 2007 | Jeff                           |
| Sakal, Sakali, Saklolo      | 2007 | Jed                            |
| Ouija (film)                | 2007 | cameo                          |
| Kasal Kasali Kasalo         | 2006 | Jed                            |
| Kutob                       | 2006 | Carlo                          |

## Álbum de Estudio
| Año  | Etiqueta    | Título                      | Lista de canciones |
| ---- | ----------- | --------------------------- | --- |
| 2007 | Prime Music | Memories of Love (Platinum) | Paano Akalain Ko Ba Bumibigay Akala ko'y Para Sa 'Kin Kung Sakali Man Ngayon Lang Tunay Na Iniibig Kita Hanggang Ngayon Umaasa Dahil Sa Iyong Pagmamahal I Cant Afford To Love You Anymore Mahal Pa Rin Kita |
| 2009 | TV5 Records | Ikaw: Ryan Agoncillo        | Muli Iingatan Ka Hanggang Bakit (ft. Saab Magalona) I Could Never Softly Saying Sorry Ikaw |

## Premios y reconocimientos
- Ganador, Mejor Conductor Talent Show - 2009 Star Awards PMPC para la TV.
- Ganador, Estrella Masculina de la noche - 2009 Premios TV MTRCB.
- Ganador, Moreno Alemán de la Juventud Achievement Award 2008 - Noche de Premios FAMAS 2008.
- Ganador, Mejor Conductor Programa de Asuntos Públicos "Y-Speak" - 2007 KBP de Oro Premios Dove.
- Ganador, Mejor Emcee-2007, 2008 y 2009 Aliw Premios.
- Ganador, más admiradas de la personalidad de televisión Hombre - 2009 Anak Premios Sello de TV.
- Nominado, Mejor actor de reparto por "Kasal ... ... Kasali Kasalo, FAMAS Awards 2006.
- Nominado, Mejor actor de reparto por "Kutob", Premios PAF 2006.
- Nominado, Mejor Actor (na Pinakamahusay Pangunahing Aktor), Premio Gawad Urian 2007.